# Houtvrij papier
Houtvrij papier is een aanduiding voor een papiersoort die aangeeft dat de celstof die gebruikt is voor de productie van dit papier zo sterk behandeld en gebleekt is dat er nog weinig houtstof (lignine) aanwezig is.
Houtvrij papier als term is misleidend omdat de grondstof voor deze papiersoort wel degelijk hout is. De term houtvrij papier staat tegenover houthoudend papier; houthoudend papier is op zodanige manier behandeld dat er nog wel vrij veel lignine in de celstof zit.
Om van hout celstof te maken moeten de vezels uit het hout worden "ontsloten". Dit kan gedaan worden op mechanische wijze: het hout wordt tegen een draaiende slijpsteen gedrukt, waarbij houtslijp ontstaat. Dit proces heeft een verbeterd rendement wanneer het hout/water wordt opgewarmd en het proces onder verhoogde druk wordt uitgevoerd. Er wordt bij dit proces weinig lignine verwijderd.
Bij de bereiding van celstof voor houtvrij papier, wordt de vezel van de boom ook nog eens chemisch behandeld. Door het koken van chemicaliën in aanwezigheid van sulfaat of sulfiet wordt de lignine chemisch verwijderd. Een verdere behandeling is doorgaans het bleken van de celstof. Het doel van het bleken is om de na het ontsluiten nog voor een klein deel aanwezige lignine, dat het papier een gele kleur geeft, chemisch in een toestand te verzetten dat het zijn gele kleur verliest. Eveneens kan in deze stap nogmaals een verwijdering van de lignine plaatsvinden. Bleekchemicaliën kunnen zijn chloor, hoewel dat tegenwoordig nog nauwelijks voorkomt, chloorbleekloog of hypochloriet, en/of de chloorvrije chemicaliën zuurstof, waterstofperoxide en ozon.
Houtvrij papier wordt geproduceerd omdat de consument een wit papier wil gebruiken. Zonder chemische bleking zou het papier een grijze tot gele kleur hebben.

## Eco-balans
In vergelijking met houthoudend papier is houtvrij papier op twee punten ecologisch minder verantwoord:
- Bij de chemische behandeling ontstaan giftige stoffen, met name wanneer het papier gebleekt wordt met chloorhoudende chemicaliën. Deze giftige stoffen worden nog altijd gedeeltelijk onbehandeld in de natuur geloosd door papierfabrieken in landen waar het milieu geen of nauwelijks een rol speelt.
- Voor het verkrijgen van de gelijke hoeveelheid papier is meer hout nodig en dus meer bomen (in vergelijking met houthoudend papier).

Houtvrij papier kan geleverd worden in verschillende varianten:
- Chloorgebleekt
- ECF (Elementair chloorvrij)
- TCF (Totaal chloorvrij)

Chloorbleking komt vrijwel niet meer voor. Door chloorbleking ontstonden zeer giftige stoffen als pcb's. De chloorbleking werd opgevolgd door ECF-bleking, waarbij al veel minder chloorhoudende afvalstoffen ontstonden. In de negentiger jaren is TCF, een proces waarbij geheel zonder chloor wordt gebleekt, gepropageerd door met name de milieubeweging. In de tussentijd is de wens naar TCF-gebleekt papier niet meer zo luid, waarschijnlijk ook omdat het rendement bij ECF-bleking hoger is dan bij TCF-bleking. De winst van minder milieubelasting bij TCF-bleking werd tenietgedaan door de grotere boombehoefte voor een gelijke hoeveelheid papier.
De grootste milieuwinst is niet ontstaan door het omstellen van de bleking, maar door het toevoegen van afvalwaterbehandelingsinstallaties aan een papier- of celstoffabriek.